# Elfia

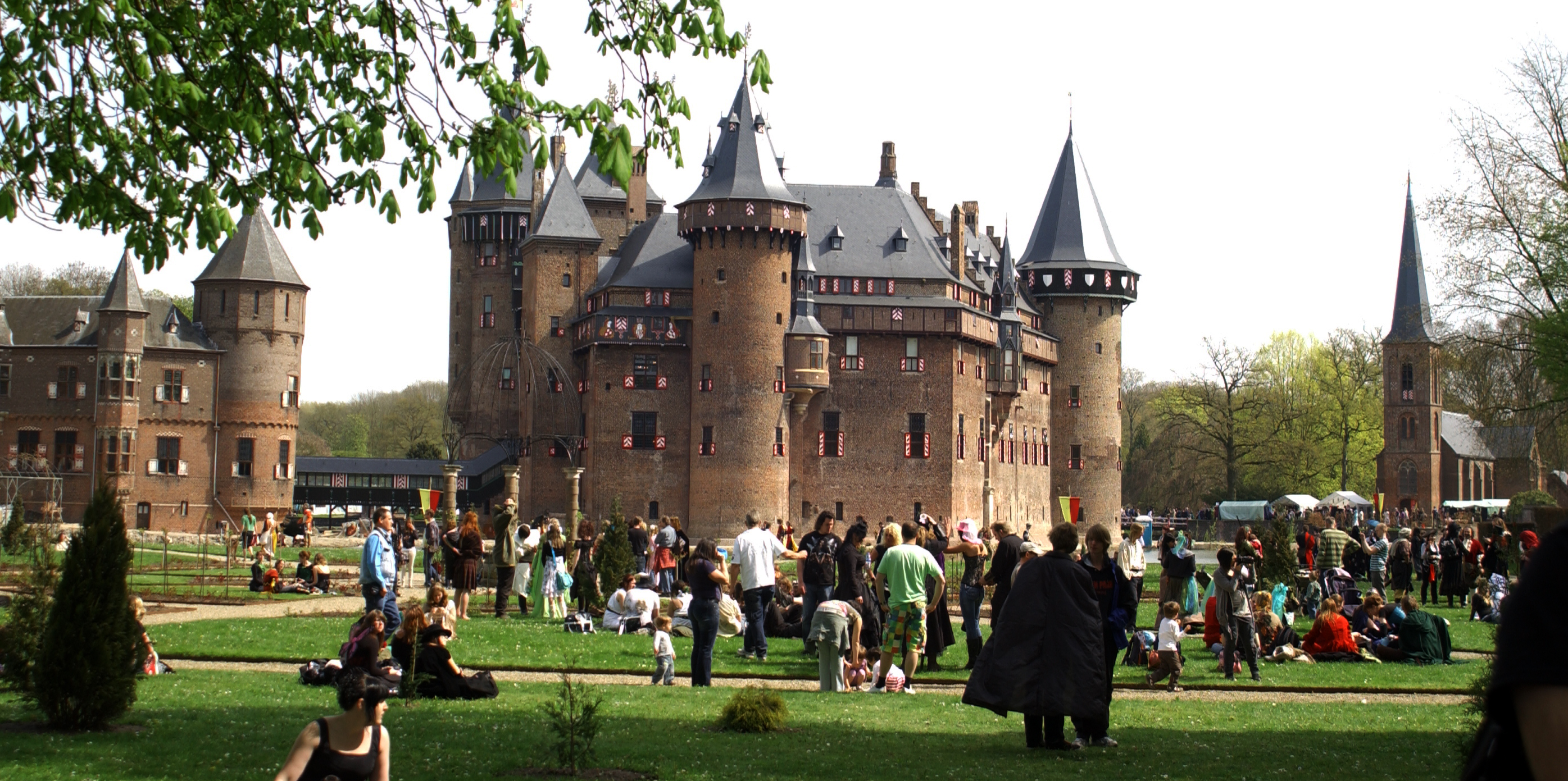
Elf Fantasy Fair 2010

Elfia (vorher Elf Fantasy Fair) ist ein Outdoorevent, das seit 2001 jedes Jahr im April  in Haarzuilens und seit 2009 auch im September in Arcen in den Niederlanden stattfindet.

## Geschichte

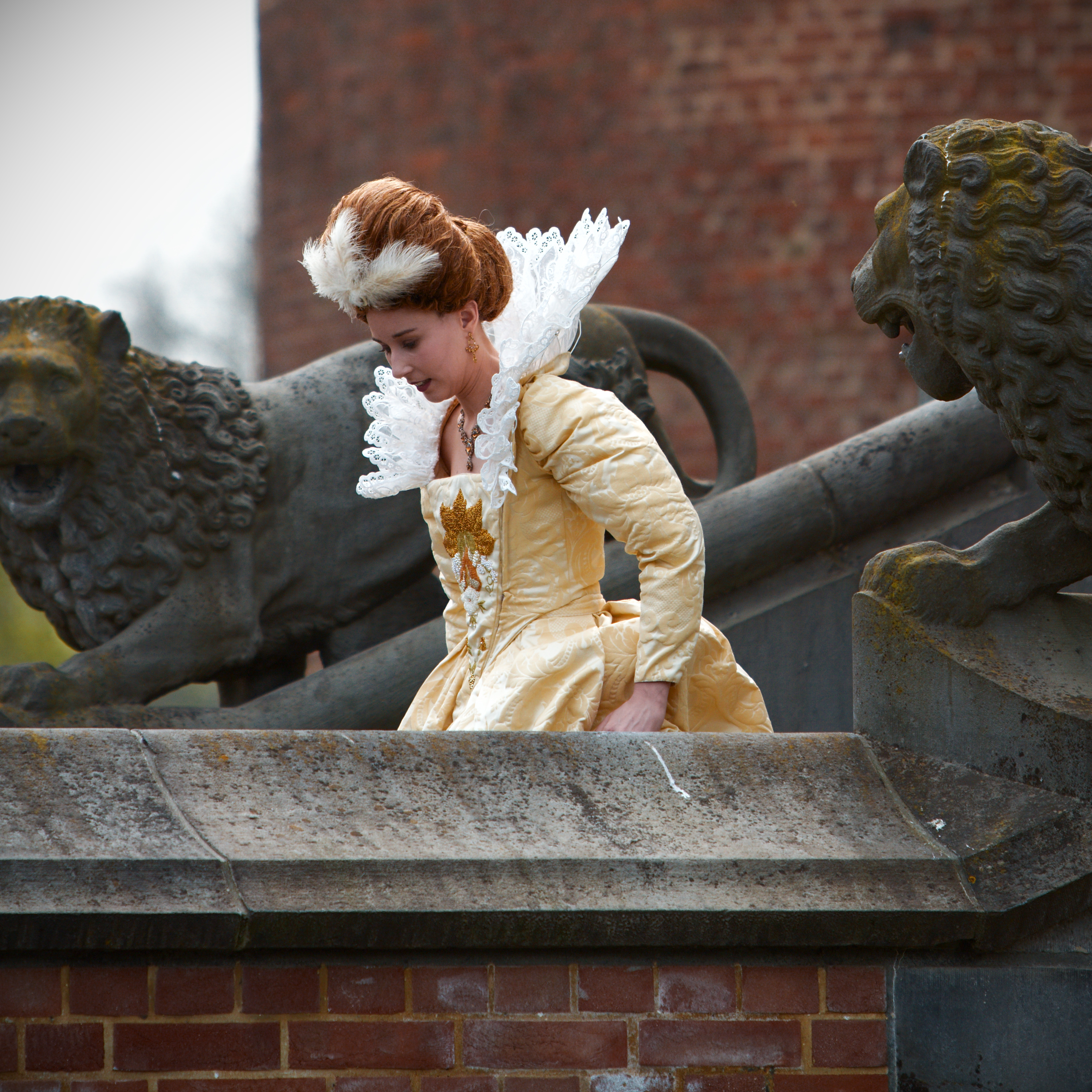
„Junkfrau“ auf dem Elf Fantasy Fair

Die gesamte Veranstaltung (Event) dreht sich um das Thema „Fantasy“. Auf dem Gelände eines historischen Parks oder Schlosses sind zwei bis drei Tage lang verschiedene Fantasymarktbuden, Fantasyaktivitäten und Fantasyshows zu sehen. 
Auch sind Gäste wie bekannte Fantasyzeichner, Fantasyautoren oder Schauspieler aus Fantasyfilmen anwesend. Viele Besucher, sowohl Kinder als auch Erwachsene, verkleiden sich als Fantasyfiguren: Figuren aus Filmen, Büchern oder selbst kreierte Gestalten. Einer der traditionellen Höhepunkte des Events ist eine Feldschlacht zwischen zwei Gruppen.
Das Elf Fantasy Fair wurde 2001 zum ersten Mal im Themenpark Archeon in Alphen aan den Rijn veranstaltet. 7500 Leute kamen damals um Autoren wie Robert Jordan, Terry Pratchett und Künstler wie Brian Froud zu sehen. 

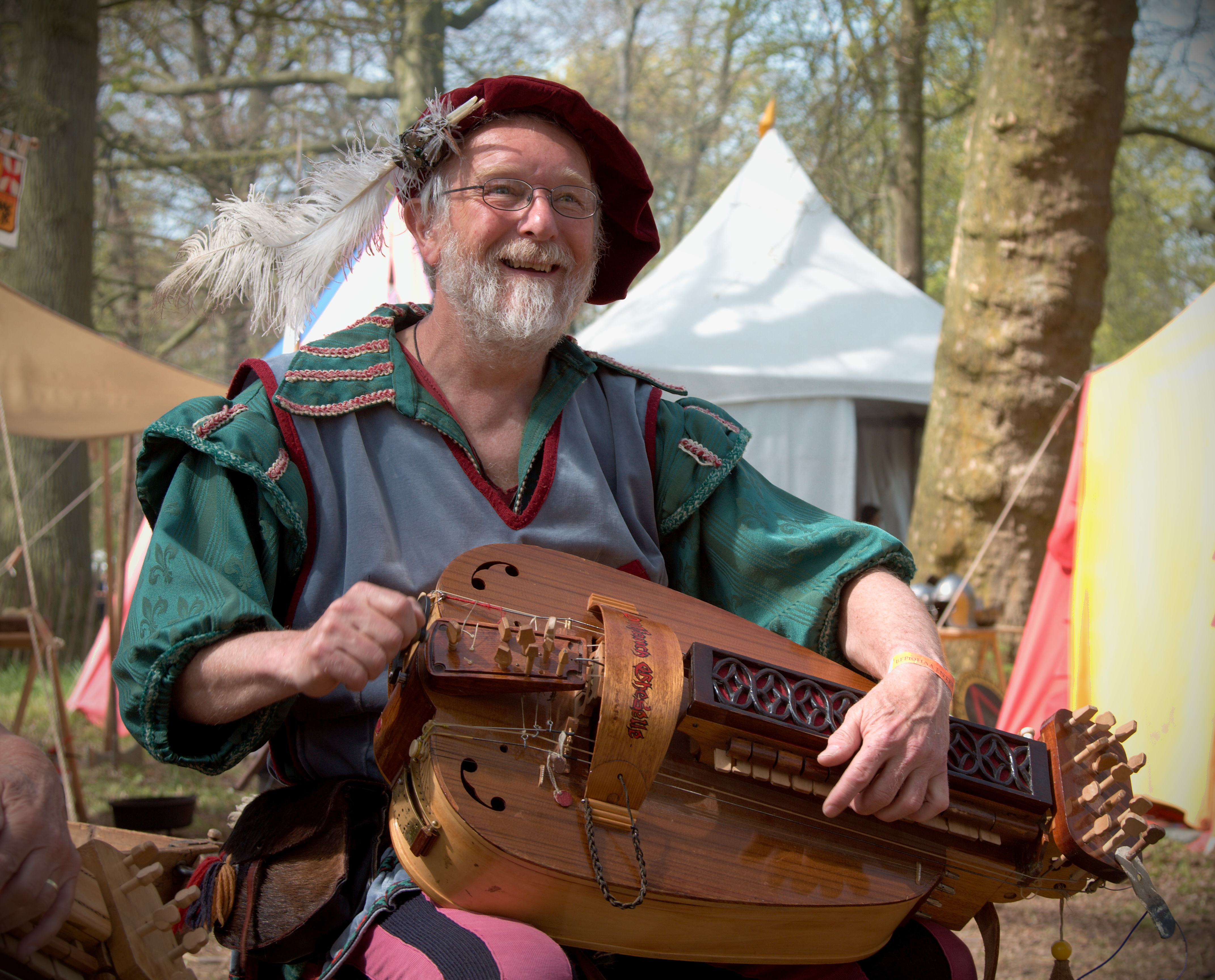
Drehleier-Spieler auf dem Fair

2002 und 2003 wurde das Elf Fantasy Fair auf den weitläufigen Ländereien von Kasteel de Haar in Haarzuilens, den Niederlanden, veranstaltet. 2004 zog das Elf Fantasy Fair dann einmalig auf das große Parkgelände Keukenhof in Lisse um, kehrte 2005 aber wieder zurück auf das Gelände von Kasteel de Haar. Die Besucherzahlen sind im Laufe der Zeit auf 23500 Besucher angestiegen.
Die Idee zum Elf Fantasy Fair wurde 2001 von Veranstalter Stefan Struik entwickelt und direkt umgesetzt. Bis heute ist es noch immer Struik, der die Organisation leitet. Neben dem Elf Fantasy Fair verwaltete Stefan Struik auch vier Fantasyshops und einen Webshop. Diese sind jedoch mittlerweile geschlossen oder verkauft worden, da Struik sich dazu entschieden hat, sich völlig dem Elf Fantasy Fair zu widmen.
Seit dem Erfolg des Elf Fantasy Fairs gibt es weitere ähnliche Festivals in den Niederlanden, wie das Castlefest am Keukenhof, die Midwinter Fair im Archeon und ein zweites Elf Fantasy Fair in Arcen. Nach 2013 heißt es Elfia.